# Raichur
Raichur è una città dell'India di 205.634 abitanti, capoluogo del distretto di Raichur, nello stato federato del Karnataka. In base al numero di abitanti la città rientra nella classe I (da 100.000 persone in su).

## Geografia fisica
La città è situata a 16° 11' 60 N e 77° 22' 0 E e ha un'altitudine di 406 m s.l.m..

## Società

### Evoluzione demografica
Al censimento del 2001 la popolazione di Raichur assommava a 205.634 persone, delle quali 105.714 maschi e 99.920 femmine. I bambini di età inferiore o uguale ai sei anni assommavano a 26.193, dei quali 13.565 maschi e 12.628 femmine. Infine, coloro che erano in grado di saper almeno leggere e scrivere erano 128.337, dei quali 72.188 maschi e 56.149 femmine.